# Bakı FK
A Bakı FK egy azeri labdarúgóklub. Székhelye az ország fővárosa, Baku.
A klub nem rendelkezik nagy történelemmel, mivel 1997-ben alapították. 1998-ban a csapat második lett. A 2004–2005-ös szezonban első sikerként megnyerték a nemzeti kupát, majd az azt követő évben a bajnoki címet. Legutóbb, a 2008–2009-es szezonban ismét az élen végeztek így indulhattak a BL-ben.

## Eredmények
- Azeri bajnokság – Azərbaycan Premyer Liqası

Bajnok (2): 2006, 2009
- Azeri kupa

Győztes (1): 2005

## Jelenlegi játékosok
2009. április 22-e szerint
| #  |          | Poszt | Név                 |
| -- | -------- | ----- | ------------------- |
| 1  | horvát   | K     | Marko Šarlija       |
| 2  | szenegál | CS    | Papa Biaye Çeikouna |
| 3  | azeri    | V     | Rafael Amirbekov    |
| 4  | moldova  | KP    | Vadim Borets        |
| 5  | bulgária | V     | Stanislav Bachev    |
| 6  | szerbia  | KP    | Dejan Branković     |
| 7  | azeri    | KP    | Mahmud Gurbanov     |
| 8  | horvát   | KP    | Ernad Skulić        |
| 9  | grúz     | CS    | Giorgi Demetradze   |
| 10 | grúz     | KP    | Amiran Mujiri       |
| 11 | macedón  | CS    | Dragan Nacevski     |
| 12 | argentin | CS    | Fernando Perez      |
| 13 | azeri    | K     | Aqil Mammadov       |
| 14 | azeri    | V     | Elvin Aliyev        |
| 15 | azeri    | KP    | Jemshid Maharramov  |

| #  |          | Poszt | Név                                           |
| -- | -------- | ----- | --------------------------------------------- |
| 17 | azeri    | KP    | Ramazan Abbasov                               |
| 18 | Burundi  | V     | Floribert Ndayisaba                           |
| 19 | nigéria  | CS    | Ahmad Tijani                                  |
| 20 | azeri    | KP    | Fabio Luis Ramim                              |
| 21 | bolgár   | V     | Aleksandar Tomash                             |
| 22 | azeri    | V     | Sabuhi Hasanov                                |
| 23 | szenegál | K     | Kalidou Cissokho                              |
| 25 | török    | CS    | Sınan Demırcan                                |
| 27 | azeri    | CS    | Bakhtiyar Soltanov                            |
| 30 | brazil   | CS    | William Batista (kölcsönben az FC Kharkivtól) |
| 32 | moldova  | KP    | Alexei Savinov                                |
| 33 | azeri    | V     | Saşa Yunisoğlu                                |
| 55 | grúz     | CS    | Giorgi Adamia                                 |
| 99 | marokkó  | CS    | Hassan Souari                                 |

## Külső hivatkozások
A Bakı FK hivatalos oldala